# Sphex rex
Sphex rex är en biart som beskrevs av Hensen 1991. Sphex rex ingår i släktet Sphex och familjen grävsteklar. Inga underarter finns listade i Catalogue of Life.